# Blanka Druškovič Czerny
Blanka Druškovič-Czerny (čêrni), slovenska biologinja, * 28. avgust 1940, Ljubljana.

## Življenje in delo
Magistrirala je 1977 na zagrebški Agronomski fakulteti in 1985 doktorirala iz genetike na novosadski Naravoslovno-matematični fakulteti. Leta 1970 se je kot raziskovalka zaposlila na Inštitutu za biologijo ljubljanske univerze. Posvetila se je raziskavam kromosomskega števila semenk s slovenskih nahajališč ter spremembam in poškodbam genetskih snovi, ki jih povzročajo genotoksični onesnaževalci v okolju. Razvila je izviren postopek za citogensko indikacijo, to je oceno stopnje ogroženosti organizmov na osnovi ugotavljanja poškodovanosti njihove dedne snovi. Sama ali v soavtorstvu je objavila več znanstvenih člankov in razprav ter poljudnih člankov in knjigo Gobe.